# Георг Эннарис
Георг Эннарис (настоящее имя Георгий Гайворонский, род. 24 января 1983, Симферополь) — российский оперный певец, тенор.

## Биография
Георгий Гайворонский родился в Симферополе, где учился в музыкальном училище имени П. И. Чайковского. В 2005 году окончил Российскую Академию музыки имени Гнесиных (преподаватель — Народный артист РСФСР В. И. Щербаков).

С 2003 по 2007 год — солист Центра оперного пения Галины Вишневской; исполнял партии Фауста в одноименной опере Шарля Гуно, Водемона в «Иоланте» и Ленского в «Евгении Онегине» Петра Чайковского, Лыкова в «Царской невесте» Николая Римского-Корсакова. Критик Игорь Корябин так пишет об исполнении Гайворонским партии Ленского: 
...самым значимым открытием премьеры стали два чудесных молодых лирических голоса — баритон Сергей Плюснин (Онегин) и Георгий Гайворонский (Ленский). В сценических воплощениях обоих ощущался словно «врождённый» аристократизм, обходительные нравы галантного XIX века. Настоящий лирический тенор, полноценно звучащий во всём диапазоне, податливо-пластичный и не знающий тесситурных мучений, — сегодня большая редкость. Но Георгий Гайворонский вполне объективно подпадает под это определение.
В 2006 году стал стипендиатом Фонда Мстислава Ростроповича. С 2006 года — солист Московского музыкального театра «Геликон-Опера», где наряду с партиями Ленского и Лыкова исполняет партию Альфреда («Травиата»). В 2007 году впервые выступил на сцене Большого театра с партией Юродивого («Борис Годунов»).
Помимо Большого театра, выступал в Teatro General San Martin и Театре Колон (Буэнос-Айрес), театре Амазонас (Манаус, Бразилия), а также в Токио, Киото, Сеуле, Тбилиси и Баку. Принимал участие в международных фестивалях в Больё-сюр-Мер (Франция), «Майские оперные вечера» (Скопье, Македония), «Золотая Прага», Volksblad (ЮАР).

## Оперные и концертные премьеры
- 2005 — Альфред («Травиата», Московский государственный театр «Геликон-Опера»).
- 2005 — Лыков («Царская Невеста», Московский государственный театр «Геликон-Опера»).
- 2006 — Ленский («Евгений Онегин», Московский государственный театр «Геликон-Опера»).
- 2007 — Юродивый («Борис Годунов», Большой театр).
- 2008 — Девятая симфония Бетховена (Япония)
- 2009 — «Finep» Концерт-Холл. («Rio de Janeiro-Brasilia»).
- 2009 — «Манрико» Трубадур. («Teatro Amazonas», Manaus-Brasil).
- 2010 — Фауст («Фауст», Teatro Argentino de La Plata).
- 2010 — Альфред («Травиата», Teatro San Martin).
- 2010 — «Tonio», La fille du regiment G.Donizetti (Bahía Blanca).
- 2010 — «Große Messe in c-Moll», K. 427 Моцарт(Кафедральный собор г. Bahía Blanca-Argentina).
- 2011 — «Герцог» Верди. (Brasil, Nova Friburgo).
- 2011 — «Реквием» Верди. (Teatro Solis, Montevideo — Uruguay).